# Кириловіт
Кириловіт — мінерал, гідроксид-фосфат натрію та заліза. Він ізоморфний та ізоструктурний з вардитом, натрієво-алюмінієвим аналогом.
Кириловіт зустрічається в гранітних пегматитах. Вперше його виявили в 1953 році в пегматиті в Кирилові, поблизу Велке Мезіржичі (Західна Моравія, Чехія).

## Хімічна будова
Хімічна формула кириловіту NaFe3+3(PO4)2(OH)4·2(H2O).
Утворення кириловіту є наслідком гідротермальних змін та вивітрювання первинних фосфатних мінералів — флуорапатиту і трипліт-цвізеліту, в результаті яких відбувалося складне мікрокристалічне зрощення вторинних фосфатних мінералів, які включають кириловіт. Послідовність фосфатних перетворень завершилася утворенням кириловіту в розривах флуорапатиту та заміною флуорапатиту на мінерали груп ліпскомбіту і крандалліту. А. М. Франзоле припускає, що частина вилуженого натрію призводить до випадання кириловіту в тріщинах внаслідок зменшення об'єму в результаті перетворення тифіліту в гетерезоїт.

## Геологічні прояви
Мінерал вардит здатний кристалізуватися у формі, подібній до кириловіту, завдяки їх близькому хімічному складу. За своїм складом вардит NaAl3(PO4)2(OH)4·2(H2O) і кириловит NaFe3(PO4)2(OH)4·2(H2O) можна вважати кінцевими елементами серії твердих розчинів. Будь-який з двох мінералів може зустрічатися в різних пропорціях у серії твердих розчинів у групі мінералів вардиту. Кириловіт є рідкісним допоміжним мінералом в окремих окислювальних фосфатовмісних гранітних пегматитах і залізних покладах. Послідовність фосфатних перетворень завершилася утворенням кириловіту в складі F-апатиту та заміною F-апатиту мінералами ліпскомбітової та крандиллітової груп. Мінерали групи кириловіту, ліпскомбіту та крандилліту, пов'язані з вивітрюванням, утворилися в результаті просочування метеорних вод під час збільшення фугітивності кисню.

## Структура
Кристалічні структури природного вардиту та ізоморфного кириловіту мають просторову групу P41212, Z=4). Розміри кристалічних комірок кириловіту: c = 19,4, a = 7,32 Å.
Окремі кристали зазвичай менші за 0,1 мм і багато з них зростаються. Кристали притиснуті до основи, а поодинокі, як правило, розташовані на базальному пінакоїді. Пінакоїд {001} і дипіраміда {113} є домінуючими формами; всі грані цих форм мають тенденцію бути присутніми і однаково добре розвинені. Дипіраміда {012} присутня не завжди. Напрямок осі a знаходиться під кутом 45° до найменшої елементарної комірки.

## Фізичні властивості
Кириловіт — це скловидний напівпрозорий мінерал, який може мати кольори від яскраво-жовтого, медово-жовтого, помаранчевого до коричнево-жовтого або коричневого, і має твердість 4. Має жовту рису. Мінерал віднесений до просторової групи P41212 і має тетрагональну сингонію.